# Tomáš Sedláček
Tomáš Sedláček (Nymburk, 29 agosto 1980) è un calciatore ceco, attaccante del Chlumec nad Cidlinou.

## Palmarès

### Club

#### Competizioni nazionali
- Fotbalová národní liga: 1

Mlada Boleslav: 2003-2004